# Hậu cung (phim truyền hình của Fuji TV)
Hậu cung (tiếng Nhật: 大奥; Ōoku; Đại Áo) là một series phim truyền hình Nhật Bản được sản xuất bởi Fuji Television Network, Inc. Câu chuyện trong phim lấy bối cảnh ở thời kỳ Mạc phủ Edo và trên nền tảng lịch sử. Phim nói về cuộc đời những người phụ nữ trong hậu cung Edo. Series này rất phổ biến tại Nhật Bản và đã có được 3 bộ phim nhiều tập (2003, 2004, 2005) một bộ phim lẻ năm 2006: "Oh! Oku" và hai bản phim truyện là Ōoku 2016 và Ōoku 2019.
Tại Việt Nam, từ ngày 20 tháng 09 năm 2013, "Hậu cung" lên sóng trên kênh HTV9 lúc 17h30 các ngày thứ 6, 7 và Chủ Nhật hàng tuần. Sau HTV9, có một số kênh truyền hình khác cũng phát bộ phim này như THP, VTV Đà Nẵng, Hà Nội 2,...
Danh sách các bản phim chính thức trong series Ōoku của Fuji TV bao gồm:
Phim bộ:
- Ōoku (大奥; 2003);
- Ōoku~Dai Isshō~ (大奥 〜第一章〜; 2004);
- Ōoku~Hana no Ran~ (大奥 〜華の乱〜; 2005).

Phim lẻ (bao gồm bản phim điện ảnh):
- Ōoku (大奥; 2006);
- Ōoku Special (大奥スペシャル; 2016);
- Ōoku final Chapter (大奥 最終章; 2019).

Cần lưu ý rằng, bài viết này không đề cập đến các bộ phim truyền hình khác có cùng tên như: Ōoku (大奥 - đài truyền hình Nhật Bản NTV; 1968) và Ōoku (大奥 - đài truyền hình Kansai KTV; 1983).
大奥 (Ōoku) là phần đầu tiên trong series Ōoku. Tập đầu tiên đã được phát sóng vào ngày 03 tháng 06 năm 2003. Ca khúc chủ đề của phim là "I Say A Little Prayer" do Kazami trình bày.
Ngoài ra, sau khi phần phim kết thúc, một tập phim đặc biệt  "Meiji Hen" đã được phát sóng, và vào ngày 26/03/2004, "Ooku Special-Women at the End of the Edo Period" cũng được phát sóng dưới dạng một tập phim đặc biệt.
Tỉ suất người xem trung bình cho phần phim này là 14,5% (theo khu vực Kanto - không bao gồm 2 tập phim đặc biệt).

## Tóm tắt nội dung

### Phần 1 (từ tập 1 - 4)
Câu chuyện được đặt trong thời Edo, ở Ōoku (hậu cung của lâu đài Edo thời đó), nơi mà hàng ngàn phụ nữ làm việc chỉ để phục vụ một tướng quân. Câu chuyện được kể từ góc nhìn của Maru - một cô gái trẻ làm việc ở đây. Maru vốn là cô gái xuất thân từ một gia đình thương gia. Như những cô gái khác cùng thời, Maru rất tò mò về hậu cung, cô bước vào đây với tâm thế đầy hy vọng và luôn ngưỡng mộ sự xa hoa lộng lẫy chốn cung đình. Thế nhưng những người lao động khác trong cung thì luôn tìm cách bắt nạt cô. Một ngày nọ, Tokuko, vợ của tướng quân Tokugawa Iesada đã cứu Maru khỏi bị bắt nạt. Maru và Tokuko trở thành những người bạn rất thân, mặc dù họ có những khác biệt lớn về đẳng cấp xã hội.
Tokuko sinh ra trong một gia đình samurai cao cấp ở Satsuma. Cô có một người bạn trai là Tōgo, người mà cô muốn kết hôn, nhưng vì lý do chính trị nên cô bị buộc phải kết hôn với tướng quân Tokugawa và sống cả đời ở hậu cung. Tokuko thông minh, cứng rắn, tự tin và luôn muốn thoát khỏi nơi này. Maru giúp Tokuko thích nghi với môi trường xung quanh. Tokuko không thích hệ thống và quy tắc của hậu cung, vì vậy cô đã tỏ ra thách thức đối với tổng quản Takiyama.
Takiyama là người phụ nữ có quyền lực mạnh nhất trong hậu cung, có tư cách được tiếp kiến các tướng quân. Bà rất nghiêm khắc với mọi người, đặc biệt là Tokuko và Maru, vì bà cho rằng họ chỉ là người ngoài mà thôi. Sinh ra trong một gia đình nghèo, nhưng nhờ vào sắc đẹp của mình, bà đã nhận được một công việc trong hậu cung. Bà làm việc chăm chỉ để bảo vệ hậu cung vì đó là nơi duy nhất bà có thể sống.
Takiyama không thích Tokuko, không chỉ vì cô ấy đến từ Satsuma, mà vì bà ghen tị với việc Tokuko là vợ của tướng quân Iesada. Takiyama từng là người yêu của Iesada, nhưng họ không thể kết hôn hoặc thậm chí yêu nhau chính thức vì sự khác biệt giữa cấp bậc của họ. Tình cảm của Iesada và Tokuko ngày càng lớn và hai người họ kết hôn, nhưng Takiyama vẫn không thể quên được Iesada và bà đặc biệt khắt khe với Tokuko. Takiyama đã cho một trong những tay sai của mình đi đầu độc Tokuko.
Một ngày nọ, Tokuko bỗng ngã vật ra khi đang ăn. Ai đó đã đầu độc bữa tối của cô ấy. Tokuko thoát chết trong gang tấc và bắt đầu nghi ngờ Takiyama, nhưng Takiyama đã phủ nhận tất cả. Tokuko tìm thấy gói thuốc độc trong bếp, và hỏi Takiyama thứ đó là gì. Takiyama nói rằng đó là liều thuốc để ngừa thai. Tokuko là vợ của Iesada, nhưng ông đã có một đứa con sẽ trở thành tướng quân tiếp theo. Vì vậy, tốt hơn hết là Tokuko không nên có con. Tokuko bị sốc bởi câu chuyện của Takiyama.
Tokuko sống trong hố sâu tuyệt vọng. Giá như có một đứa con thì biết đâu cô có thể nguôi ngoai phần nào. Nhưng như tổng quản Takiyama đã nói, Tokuko không được phép có con. Cũng trong thời gian đó, tướng quân đương kim ngày một suy yếu vì một căn bệnh lạ.
Một hôm, lâu đài Edo bốc cháy, và lửa đã lan sang tới hậu cung, mọi người chìm trong hoảng loạn. Maru đưa Tokuko đến chỗ an toàn, nhưng Tokuko lại bỏ chạy về phía đám cháy. Maru không biết phải làm sao bèn đến kể lại cho tướng quân Iesada.
Iesada lo lắng chạy vào hậu cung để tìm Tokuko, mặc cho tổng quản Takiyama ngăn cản. Bệnh trở nặng khiến Iesada ngã xuống sàn và thổ huyết, sau đó ông được đưa về phòng nghỉ ngơi.
Maru bắt gặp Tokuko đứng ở một hành lang, cô đang thẫn thờ nhìn ngọn lửa dần nuốt chửng tất cả. Sau khi nghe tin về tướng quân, Tokuko đã ở bên cạnh chồng suốt đêm, cô hối hận về những gì mình đã làm và cảm thấy vô cùng bất lực. Iesada nắm lấy tay cô và chết sau đó.
Tōgo từ Satsuma đến giúp nàng thoát khỏi hậu cung, nhưng Tokuko đã khảng khái từ chối đề nghị ấy. Cô nói rằng chính tướng quân Iesada là người đã dạy cho cô nhiều điều, và cô quyết định sẽ ở lại hậu cung. Takiyama vô tình nghe được cuộc nói chuyện này và bà ngay lập tức thay đổi cái nhìn của mình về Tokuko. Sau khi chồng qua đời, Tokuko cắt tóc đi tu và lấy pháp hiệu Thiên Chương Viện.

### Phần 2 (từ tập 5 - 11)
Câu chuyện thứ hai trong phim này nói về công chúa Chikako, chính thê của tướng quân Tokugawa Iemochi - người kế nhiệm của Tokugawa Iesada.
Công chúa Chikako là con gái của Thiên hoàng Ninko, được gả cho shogun thứ 14 Mạc phủ Tokugawa vì lý do chính trị. Công chúa là một người ương ngạnh nên khi về hậu cung, nàng nhất định không chịu làm theo các quy định của hậu cung mà giữ phong thái của hoàng cung Kyoto, từ kiểu tóc đến trang phục hay lời nói. Điều đó khiến Tướng mẫu và Tổng quản không mấy hài lòng. Công chúa Chikako rất yêu thương chồng, song nàng không được phép có con, còn Tướng mẫu thì nói sẽ tìm cho Tướng quân một người thiếp khác... Trong một cuộc viễn chinh, Tokugawa Iemochi chết trên chiến trường, lúc đó Tướng mẫu mới tìm được sự đồng cảm với con dâu mình.

## Diễn viên (2 phần)
Các diễn viên (có vai trò quan trọng sẽ được đưa vào danh sách) sau đây có thể góp mặt trong cả 2 tập phim đặc biệt:
- Kanno Miho - Tokuko
- Asano Yuko - Takiyama (Oyuu)
- Ikewaki Chizuru - Maru
- Adachi Yumi- Kazu-no-miya
- Harada Ryuji - Togo Katsuaki
- Kitamura Kazuki - Tokugawa Iesada
- Katsurayama Shingo - Tokugawa Iemochi
- Okada Yoshinori - Okada Shinnosuke
- Morishita Tetsuo - Cha của Sumikoie
- Honda Hirotaro - Shimatsunari Akira
- Takubo Issei - hoàng thân Arisugawa-no-Miya Taruhito
- Nogiwa Yoko
- Kimura Tae
- Washio Machiko
- Yamaguchi Kaori
- Kubota Maki - Yurao
- Komatsu Miyuko
- Katagiri Hanako
- Hoshino Mari
- Suga Kenta
- Osugi Ren
- Ishida Miku
- Toyota Maho
- Kamiki Ryunosuke
- Mizukawa Asami - Kiku
- Oka Mayumi - Kangyouin (Mẹ của Kazu-no-Miya) (tập 5)
- Kurenai Manko

大奥〜第一章〜 (Ōoku~Dai Isshō) là phần phim tiếp theo nằm trong series Ōoku. Tập đầu tiên đã được phát sóng vào ngày 07 tháng 10 năm 2004. Ca khúc chủ đề của phim là "Ai to Yokubō no Hibi" (愛と欲望の日々) do Southern All Stars trình bày.
Ngoài ra, phần phim này còn có một tập phim đặc biệt được phát sóng vào ngày 08/04/2005.
Tỉ suất người xem trung bình cho phần phim này là 17,6% (theo khu vực Kanto - không bao gồm tập phim đặc biệt).

## Tóm tắt nội dung

### Phần 1 (Tập 1 - 4)
Phần 1 của Ōoku ~Dai Isshō~ nói về hành trình của nhũ mẫu nhà Tokugawa - người có ảnh hướng vô cùng lớn tới chính trị đương thời, Đại Tổng quản Kasuga-no-Tsubone.
Kasuga vốn là vợ của một samurai cấp thấp. Một đêm nọ, chồng bà dẫn về một người bạn và bảo bà làm cơm thết đãi hắn. Khi cơm rượu đã no say, hắn giở trò đồi bại đòi cưỡng hiếp Kasuga. Bà tuốt kiếm đâm chết hắn và bị chồng đuổi đi vì sợ việc này sẽ ảnh hưởng tới sự nghiệp của chồng bà trong tương lai. Một cuộc chia tay trong đêm đẫm nước mắt, song bà vẫn phải gạt bỏ nỗi đau chia lìa các con để dứt áo ra đi. Một ngày kia, bà nhìn thấy cáo thị tuyển nhũ mẫu cho thế tử Takechiyo (tướng quân Iemitsu sau này) nên đã viết thư ứng tuyển và được chấp nhận. Cuộc hành trình đầy gian nan để trở thành nhũ mẫu Mạc phủ đứng đầu thiên hạ của bà mở ra trước mắt.

### Phần 2 (Tập 5 - 11)
N/A

## Diễn viên chính
Các diễn viên (có vai trò quan trọng sẽ được đưa vào danh sách) sau đây có thể góp mặt trong cả tập phim đặc biệt:
- Makoto Fujita - Ieyasu Tokugawa;
- Satoshi Jinbo - Masanari Inaba;
- Makoto Kamijo - Masakatsu;
- Kenta Suga - Takechio;
- Mitsuki Nagashima - Kunimatsu;
- Akiko Hinagata - Oshisu;
- Hideo Sakaki - Masakatsu;
- Miyuki Komatsu - Murasame;
- Masayo Utsunomiya;
- Noboru Kaneko;
- Machiko Washio;
- Kaori Yamaguchi;
- Maki Kubota;
- Manko Kurenai;
- Natsumi Yamada;
- Meikyo Yamada;
- Yasukaze Motomiya;

大奥〜華の乱〜 (Ōoku~Hana no Ran) là phần phim dài tập cuối cùng trong series Ōoku. Tập đầu tiên đã được phát sóng vào ngày 13 tháng 10 năm 2005. Ca khúc chính của phim là "Shubara" do Tokyo Jihen trình bày.
Ngoài ra, phần phim này còn có một tập phim đặc biệt được phát sóng vào ngày 30/12/2005.
Tỉ suất người xem trung bình của phần phim là 15,6% (theo khu vực Kanto - không bao gồm tập phim đặc biệt).

## Cốt truyện
Phim tập trung vào cuộc chiến giữa Yasuko - một trắc thất của Tsunayoshi với những đối thủ là Keishouin cùng dàn thê thiếp của Tsunayoshi. Yasuko là con gái của lãnh chúa Makino Narisada, một bề tôi trung thành của shogun. Cuộc đời nàng là một chuỗi bi kịch kể từ khi shogun Tsunayoshi ghé thăm nhà Makino để biểu diễn kịch. Trong lần đầu tiên tới nhà Makino, Tsunayoshi đã cưỡng bức Aguri - vợ lãnh chúa và cũng là mẹ của Yasuko.
Để làm vui lòng shogun, nhà Makino đã phải ngậm đắng nuốt cay nhưng sau đó Tsunayoshi liên tục tới dày vò Aguri hết lần này tới lần khác. Con rể của Makino tức chồng của Yasuko là Narizumi vô cùng phẫn nộ và đã từng giãi bày với Yasuko rằng muốn rút kiếm chém shogun ngay lập tức. Những tưởng những ngày tháng yên bình sẽ đến với nhà Makino sau khi shogun tuyên bố ngừng ghé thăm nhưng Tsunayoshi lại ra lệnh cho Narisada phải cho con gái vào làm thiếp. Mặc dù cha Yasuko lên tiếng từ chối nhưng Tsunayoshi đã đe dọa khiến ông đành chịu khuất phục. Đứng trước tan vỡ hạnh phúc gia đình của con gái, mẹ Yasuko là Aguri không chịu nổi đã tự sát bằng dao, Narizumi cũng định tự vẫn nhưng Yasuko đã ngăn cản vì shōgun kiểu gì cũng sẽ bắt Yasuko đi bằng được và Yasuko quyết trả thù cho mẹ.
Từ khi vào cung, Yasuko được shogun hết mực sủng ái nhưng nàng luôn tràn ngập u buồn. Nàng nhớ những kỉ niệm vui vẻ đầm ấm khi cả nhà quây quần bên nhau khi mẹ nàng còn sống và lòng nàng chỉ hướng về người chồng cũ. Đó là người duy nhất nàng coi là chồng thực sự. Tuy nhiên, những thê thiếp của shōgun thì chỉ nhìn nàng với ánh mắt căm hờn và đố kỵ khi vợ của một samurai không chung thủy với chồng và cho nàng là mối họa ở hậu cung.
Trắc thất đã sinh con trai cho shogun là Oden đã bẫy Yasuko và đòi nàng dùng dao tự vẫn. Chính thất Nobuko thì nói sẽ giúp Yasuko nếu nàng có ý định trả thù nhưng thực chất chỉ là mưu lợi và lợi dụng sơ hở. Yasuko đã định giết shogun nhưng vì sợ liên lụy đến cha và chồng ở nhà nên nàng không dám ra tay. Sống trong tuyệt vọng và đau khổ, Yasuko đã hẹn với Narizumi ra ngoài cùng tự sát để được ở bên nhau nhưng đúng lúc Narizumi định đân vợ thì phát hiện nàng đã mang thai con của shogun nên không nỡ ra tay. Sau đó Narizumi đã bị bắt đi và Yasuko phải chia cắt với chồng từ đây...

## Diễn viên
Các diễn viên (có vai trò quan trọng sẽ được đưa vào danh sách) sau đây có thể góp mặt trong cả tập phim đặc biệt:
- Rina Uchiyama - Yasuko;
- Shosuke Tanihara - Tsunayoshi Tokugawa;
- Norika Fujiwara - Nobuko;
- Eiko Koike - Oden no kata;
- Saki Takaoka - Uemonsa;
- Kazuki Kitamura - Yoshiyasu Yanagisawa;
- Shinobu Nakayama - Odenshi;
- Shihori Kanjiya - Someko;
- Kimiko Yo - Otowa;
- Kyoko Enami - Kesshoin;
- Hisako Manda - Aguri;
- Seiichi Tanabe - Narisumi Makino;
- Sei Hiraizumi - Narisada Makino;
- Shohei Hino - Ryuko;
- Mako Umehara;
- Fumiki Yoshikawa (tập 5, 6);
- Ryohei Sato (tập 9).

Ōoku (大奥; 2006) (hay còn gọi là Oh! Oku) là phần phim điện ảnh của series Ōoku. Phần phim đã được phát hành vào ngày 23 tháng 12 năm 2006.
Xem thêm taị đây: Oh! Oku
Ōoku Special (大奥スペシャル; 2016) là phần phim gồm 2 tập phim đặc biệt: Ōoku~Saikyō no Onna~" và "Ōoku~Higeki no Shimai~". Tập đầu tiên của phần phim đã được phát sóng vào ngày 22 tháng 01 năm 2016 còn tập thứ hai được phát sóng vào ngày 29 tháng 01 năm 2016. Ca khúc chính trong phim là "Make me complete" do BoA trình bày.

## Diễn viên chính
Các diễn viên (có vai trò quan trọng sẽ được đưa vào danh sách) sau đây có thể góp mặt trong cả 2 tập phim:
- Sawajiri Erika - Omiya (phần 1) và Ume (phần 2);
- Watanabe Mayu - Oshima (phần 1);
- Mitsura Yasuko - Tadako;
- Narimiya Hiroki - Tokugawa Ienori;
- Renbutsu Misako - Uta (phần 2);
- Asano Yuko - Osaki Tsubone.

Phần phim là một dự án đặc biệt nhân kỉ niệm cho 60 năm thành lập của đài Fuji TV. Đây chính là phần phim lẻ cuối cùng của series Ōoku. Phần phim này đã được phát sóng vào ngày 25/03/2019. 
1. ↑  "Phim "Hậu cung" Nhật Bản lên sóng truyền hình Việt Nam". Truy cập ngày 20 tháng 11 năm 2013.
2. ↑  Ở đây là chủ tịch Toei, cần phân biệt với hoạ sĩ truyện tranh cùng tên.

- Website chính thức Lưu trữ ngày 8 tháng 12 năm 2015 tại Wayback Machine
- Ooku[liên kết hỏng]
- 大奥 フジテレビ